# 도미니시
도미니시는 드림 시어터의 전 보컬리스트 '찰리 도미니시'가 2005년 결성한 프로그레시브 메탈 밴드이다. 크로아티아, 헝가리, 오스트리아에서 열린 드림 시어터의 "Chaos in Motion Tour"에서 오프닝 공연을 맡았다. 'O3: A Trilogy'로 이름붙인 3부작 앨범을 발표했다.

## 구성원
- 찰리 도미니시 - 보컬
- 브라이언 메일라드 - 기타
- 아메리코 리골디 - 키보드
- 리카르도 에릭 아제니 - 베이스
- 얀 메일라드 - 드럼

## 앨범 목록
- 2005년 - O3: A Trilogy, Part One
- 2007년 - O3: A Trilogy, Part Two
- 2008년 - O3: A Trilogy, Part Three